# La Giettaz
La Giettaz é uma comuna francesa na região administrativa de Auvérnia-Ródano-Alpes, no departamento de Saboia. Estende-se por uma área de 35,2 km². Em 2010 a comuna tinha 406 habitantes (densidade: 11,5 hab./km²).